# فرضية ليندلوف المساعدة
في علم الرياضيات، تعتبر فرضية ليندلوف المساعدة بسيطة ولكن الفرضية المساعدة المفيدة في الطوبولوجيا تكون في مستقيم الأعداد الحقيقية، وقد سُميت باسم عالم الرياضيات الفلندي إيرنست ليونارد ليندلوف.

## نص الفرضية المساعدة
دع مستقيم الأعداد الصحيحة يأخذ الطوبولوجيا الطبيعية. ومن ثم، تكون كل مجموعة فرعية مفتوحة لمستقيم الأعداد الصحيحة اتحادًا قابلاً للعد لفواصل مفتوحة.

## تعميم
عُرفت فرضية ليندلوف المساعدة بعبارة أن كل غطاء مفتوح في الفضاء الثاني القابل للعد يوجد به غطاء فرعي قابل للعد (كيلي 1955:49). وهذا يعني أن كل فضاء ثانٍ قابل للعد هو أيضًا فضاء ليندلوف.